# Museum Junge Kunst

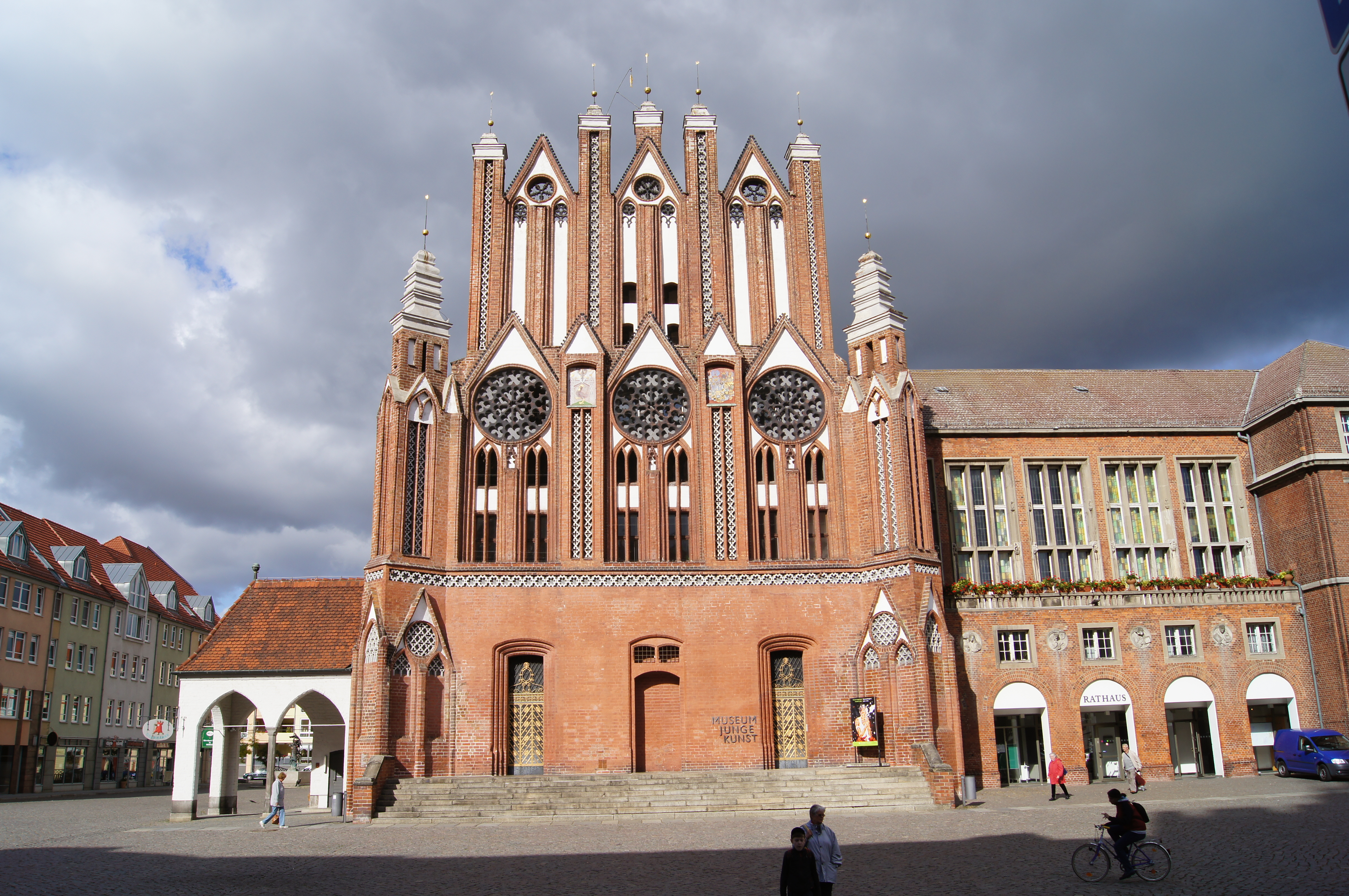
Museum Junge Kunst: Ausstellungsort Festsaal des Rathauses

Das Museum Junge Kunst in Frankfurt (Oder) ist ein Museum für moderne Kunst des Landes Brandenburg. Ausstellungsorte sind der Festsaal des Rathauses und der Packhof in der Carl-Philipp-Emanuel-Bach-Straße 11 in Frankfurt (Oder).
Seit der am 30. Juni 2017 vollzogenen Zusammenführung des Städtischen Museums Junge Kunst mit dem Kunstmuseum Dieselkraftwerk Cottbus ist die Einrichtung Teil des Brandenburgischen Landesmuseums für moderne Kunst (BLmK). Offizielle Bezeichnungen für die in Frankfurt (Oder) befindlichen Teile des Landesmuseums sind daher:
- Brandenburgisches Landesmuseum für moderne Kunst | Rathaushalle Frankfurt (Oder)
- Brandenburgisches Landesmuseum für moderne Kunst | Packhof Frankfurt (Oder)

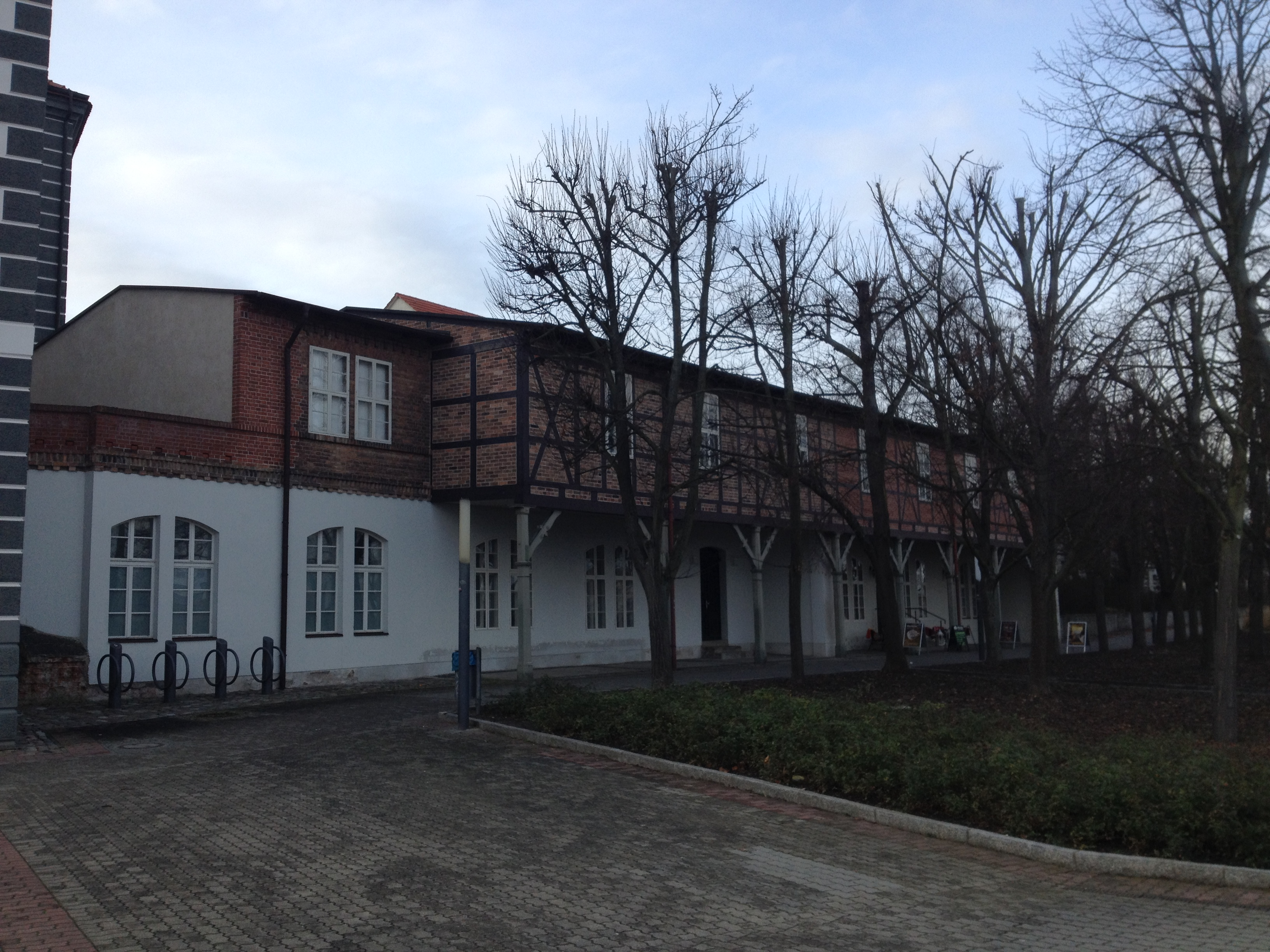
Museum Junge Kunst: Ausstellungsort Packhof

## Geschichte

### Gründung als „Galerie Junge Kunst“
Am 15. Juni 1965 wurde in der unteren Etage der Villa Trowitzsch das Kabinett der Galerie Junge Kunst eröffnet. Dort standen Räume der gründerzeitlichen Sommervilla eines der reichsten Bürger Frankfurts für Ausstellungen zur Verfügung. Des Weiteren gab es Arbeits- und Werkstatträume sowie ein Depot in einem rückwärtigen Gebäude. Am 7. Oktober 1965 kamen in der 800 m² großen gotisch-renaissancistischen Halle des Rathauses eine Dauerausstellung für zeitgenössische Kunst und ein 200 m² großer hochgotischer Festsaal hinzu.
Die Eröffnungsausstellung im Rathaussaal stand anlässlich der 7. Arbeiterfestspiele der DDR unter dem Motto „Kunstpreisträger des FDGB“. Nach Abschluss der Eröffnungsausstellung wurde die ständige Ausstellung eingerichtet. Politische Vorgaben für die Sammlung und Ausstellungen waren eine Unterstützung des Machtanspruchs von Partei und Staat, die Bejahung des Sozialismus und eine strikte Abgrenzung von der westeuropäischen Kunst. Dies sollte durch eine Bevorzugung von Gestaltungsmerkmalen, welche von Lebensbejahung durch Harmonie, Körperlichkeit und Klassizität geprägt wurden erreicht werden. Werke, die diesen Vorgaben entsprachen, dominierten die meisten Arbeiten der beiden Präsentationen ebenso wie die Übereignungen und Ankäufe aus den Jahren 1964 und 1965.

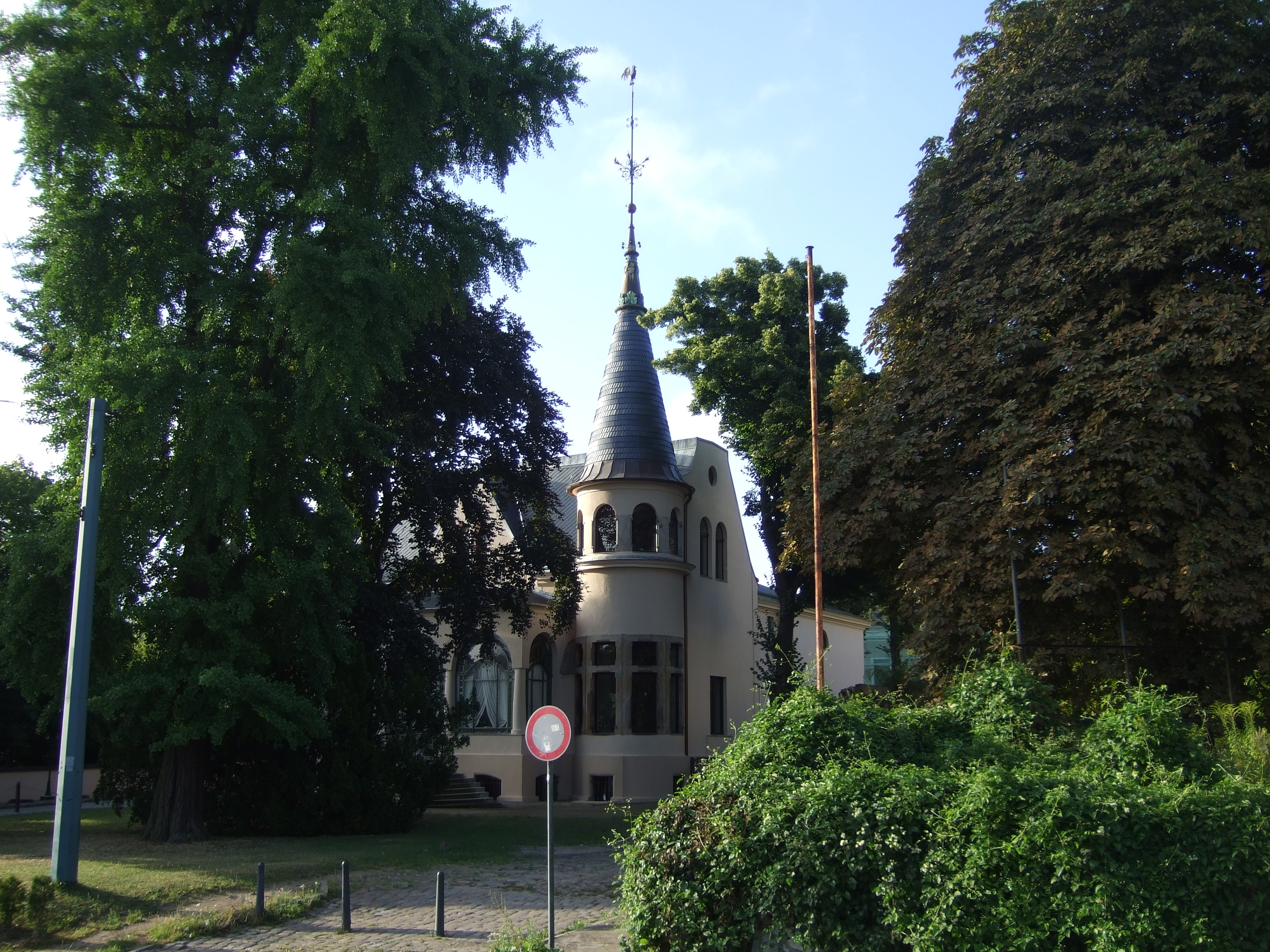
Museum Junge Kunst: Ehemaliger Ausstellungsort Villa Trowitzsch

Brigitte Rieger-Jähner, die nach der Wende in der DDR das Museum leitete, schrieb zum Wirken des Gründungsleites Maetzke:
„Obwohl der Gründungsdirektor Karl-Heinz Maetzke, der die Einrichtung bis 1983 leitete, mit den Bewertungskriterien der SED übereinstimmte, war der gelernte Gebrauchsgrafiker durchaus in der Lage, qualitätsvolle künstlerische von handwerklichen Leistungen zu unterscheiden. Auf dieser Grundlage gelangten von 1966 bis 1983 hervorragende Werkgruppen von Malerei, Plastik und Druckgrafik, sowie von Handzeichnungen und Aquarellen in den Besitz des Museums. Diese wurden vor allem von Künstlern geschaffen, die in den 1920er Jahren geboren wurden. Dennoch war es bis zum Beginn der 1980er Jahre durch seine Weisungsbefugnis weder möglich, non figurative und konstruktiv konkrete Werke zu erwerben, noch Belege für eine eigenständige Variante der Popkunst. Sie blieben bis 1983 nicht nur vom Ankauf, sondern auch von Schenkungen ebenso ausgeschlossen wie Werke, die sich mit den Fragen der Struktur von Diktaturen auseinandersetzten.“ (Brigitte Rieger-Jähner: )
Neben der Ständigen Ausstellung und den Präsentationen von Künstlern der DDR und des Bezirkes Frankfurt (Oder) gab es bis zu zehn Wechselausstellungen im Jahr. Diese informierten über die Arbeit eines Künstlers oder einer Künstlergruppe oder waren themenbezogen. Ebenso wurden Arbeiten von Kindern und Laien vorgestellt. Die Reihe der Ausstellungen mit Werken von Kindern begann mit der Ausstellung „Kinderzeichnungen aus dem Bezirk Frankfurt (Oder)“ vom 8. Februar bis 28. Februar 1967. Als Laien wurden Künstler ohne künstlerischen Studienabschluss bezeichnet. Ihre Werke wurden erstmals von Dezember 1966 bis Januar 1967 in Zusammenarbeit mit dem Bezirkskabinett für Kulturarbeit gezeigt. Später wurde ein eigener Sammlungsbereich mit Laienkunst eingerichtet. Ab 1972 gab es zudem jährliche Präsentationen polnischer Kunst; von 1972 bis 1976 aus der Woiwodschaft Zielona Góra und von 1977 bis 1990 aus der Woiwodschaft Gorzów.
Gründungsdirektor Maetzke ging 1984 in den Ruhestand. Mit dem neuen Direktor Kukla kam es zu einem Generationenwechsel. Damit und zusammen mit der sich ändernden politischen und verschlechternden wirtschaftlichen Situation in der DDR kam es zu einer Änderung des Museumskonzepts. Es wurden jetzt auch Werke von ausreisewilligen sowie regimekritischen Künstlern angekauft. Zudem konzentrierte man sich auf Künstler aus den 1930er und 1940er Geburtsjahrgängen.

### „Museum Junge Kunst“
Nach der Wende wurde 1990 Brigitte Rieger-Jähner Direktorin der Galerie. 1994 erfolgte die Umbenennung von „Galerie Junge Kunst“ in „Museum Junge Kunst“, um die Verwechslung mit kommerziellen Galerien auszuschließen.
Rieger-Jähner veränderte die Struktur dahingehend, dass von nun an allein die ästhetische Qualität, verbunden mit Momenten der Innovation und der Verortung der Künstler, ausschlaggebend für die Ankäufe und Schenkungen wurden. Als Voraussetzung hierfür mussten die Künstler von nun an nur einen unbestimmten Zeitraum, der sich von einigen Monaten bis zu Jahrzehnten erstreckte oder dauerhaft war, in Ostdeutschland, d. h. auf dem Territorium der ehemaligen DDR gelebt und gearbeitet haben. Die Ständige Ausstellung wurde von ihr abgeschafft, dafür fanden ab 1975 jährlich 4- bis 8-wöchige Präsentationen zu den unterschiedlichsten Themen statt. Nach der Schließung des Kabinetts in der Villa Trowitzsch in der Heilbronner Straße 19 wurde am 31. August 2003 der Packhof in der Carl-Philipp-Emanuel-Bach-Straße 11 als neuer Ausstellungsort des Museums Junge Kunst eröffnet.

### Vereinigung zu den „Städtischen Museen Junge Kunst und Viadrina“
Die Städtischen Museen Junge Kunst und Viadrina vereinten von 2001 an bis zum Jahr 2017 das Museum Junge Kunst und das Stadt- und Regionalmuseum Viadrina in Frankfurt (Oder). Leiterin war ab 2001 die vorherige Chefin des Museums Junge Kunst, Rieger-Jähner, die 2014 in den Ruhestand ging. Das Museum Viadrina wurde in der Folge wieder abgetrennt und verblieb als Teilbetrieb des Eigenbetriebes Kulturbetriebe Frankfurt (Oder) in kommunaler Trägerschaft.

### „Brandenburgisches Landesmuseum für moderne Kunst“
Das Museum Junge Kunst wurde mit dem Gesetz über die Brandenburgische Kulturstiftung Cottbus-Frankfurt (Oder) (Brandenburgisches Kulturstiftungsgesetz – KultStG) vom 30. Juni 2017 mit dem Kunstmuseum Dieselkraftwerk Cottbus zum Brandenburgischen Landesmuseum für moderne Kunst (BLmK) mit Sitz in Cottbus zusammengeführt. Die Standorte Rathaushalle Frankfurt (Oder) und Packhof bestehen weiter.
Mit über 45.000 Werken beherbergt das Brandenburgische Landesmuseum für moderne Kunst (BLMK) mit seinen Standorten in Cottbus und Frankfurt (Oder) die weltweit umfassendste, museale Sammlung von Kunst aus der DDR und den nachfolgenden künstlerischen Traditionslinien.

### Leiter „Galerie Junge Kunst“/„Museum Junge Kunst“
- 1965–1984 Karl-Heinz Maetzke (1915–2000; Gebrauchsgrafiker)
- 1984–1987 Karl-Heinz Kukla (1934–1987; Kunstwissenschaftler)
- 1987–1989 Waltraud Osten (auch: Waltraud Endler; * 1950; Literaturwissenschaftlerin)
- 1989–1990 Rudolph Quaiser (* 1939; Historiker)
- 1990–2017 Brigitte Rieger-Jähner (* 1949; Kunsthistorikerin)

Das neu entstandene Brandenburgische Landesmuseum für moderne Kunst (BLmK) wird seit 2017 von der Kunsthistorikerin Ulrike Kremeier als Direktorin geleitet.

## Ausstellungen

### Ausstellungsort Festsaal des Rathauses
In den Sammlungen des Museums Junge Kunst befinden sich über 11.000 Werke der Malerei, Handzeichnungen, Aquarelle, Druckgrafiken, Objekte, Installationen und Skulpturen mit dem Hauptschwerpunkt von Kunst aus dem Osten Deutschlands, das heißt aus der Sowjetischen Besatzungszone (1945–1949), der Deutschen Demokratischen Republik (1949–1990) und der Neuen Bundesländer (ab 1990).
In der ständigen Ausstellung werden etwa 100 Arbeiten von 37 Künstlern aus vier Generationen vorgestellt; der älteste ist Friedrich Press, Jahrgang 1904. Bis auf wenige Ausnahmen (unter anderen Hermann Glöckner und Friedrich Press) haben alle ihr Kunststudium nach 1945 absolviert, wenn sie nicht als Autodidakten zur Kunst fanden, wie zum Beispiel Carlfriedrich Claus, Monika Maria Nowak oder Carsten Nicolai.
Weitere Künstler in der Sammlung sind Hartwig Ebersbach, Walter Libuda, Willy Wolff, Bernhard Heisig, Werner Tübke, Eberhard Göschel, Moritz Götze, Gerhard Altenbourg, Michael Morgner, Robert Rehfeldt, Georg Herold, Via Lewandowsky, Rainer Görß, Fritz Cremer, Gustav Seitz, Rolf Biebl, Jürgen Schön, Wieland Förster, Werner Stötzer, Sabine Grzimek.
Eine besondere Sammlungskonzeption ist der Erwerb von Arbeiten von Künstlern, die die DDR verließen oder verlassen mussten, wie A.R. Penck, Lutz Dammbeck, Hendrik Grimmling, Roger Loewig, Gil Schlesinger.

### Ausstellungsort Packhof
Im Obergeschoss des an das Junkerhaus (Museum Viadrina) angrenzenden Speichers das Packhofs finden seit 2003 wechselnde Ausstellungen junger Künstler statt. Unter anderem stellten aus: Richard K. H. Burkart (* 1950), Daniel Klawitter (* 1962), Eva-Maria Wilde (* 1972), Friedemann Grieshaber (* 1968), Patricia Waller (* 1962), Peter K. Koch (* 1972) und Kristina Schuldt (* 1982).